# Gdov
Gdov è una cittadina della Russia europea occidentale (oblast' di Pskov), situata nella parte nordorientale dell'oblast', sul fiume Gdovka, 125 km a nord del capoluogo. È il capoluogo del distretto omonimo.

## Storia
Menzionata per la prima volta in cronache locali nel XIV secolo, ricevette status di città nel 1780 da Caterina II. Dal profilo storico e turistico, sono degne di nota le rovine del Cremlino di Gdov.

## Società

### Evoluzione demografica
Fonte: mojgorod.ru
- 1897: 2.300
- 1926: 3.400
- 1959: 3.700
- 1970: 4.100
- 1989: 6.000
- 2002: 5.171
- 2007: 4.800